# Fabbrico
Fabbrico (emilián nyelven Fâbrich, fabbricói nyelvjárásban Fâvregh) település Olaszországban, Emilia-Romagna régióban, Reggio Emilia megyében. Lakosainak száma 6652 fő (2023. január 1.). Fabbrico Campagnola Emilia, Reggiolo, Rolo, Rio Saliceto és Carpi községekkel határos.

## Népesség
A település lakossága az elmúlt években az alábbi módon változott:
| Lakosok száma | 6650 | 6609 | 6652 |
|               | 2017 | 2018 | 2023 |